# Megaselia colyeri
Megaselia colyeri är en tvåvingeart som först beskrevs av Rudolf Beyer 1966.  Megaselia colyeri ingår i släktet Megaselia och familjen puckelflugor. Inga underarter finns listade i Catalogue of Life.